# واژا پشاولا
لوکا رازیکاشْویلی متخلص به واژا پْشاوِلا (به گرجی: ვაჟა-ფშაველა) (به معنای تحت‌الفظی "پسری اهل پشاوی") (زادهٔ ۲۶ ژوئیهٔ ۱۸۶۱، در گذشت ۱۰ ژوئیهٔ ۱۹۱۵ میلادی) یک شاعر و نویسندهٔ گرجی بوده‌است.

## زندگی

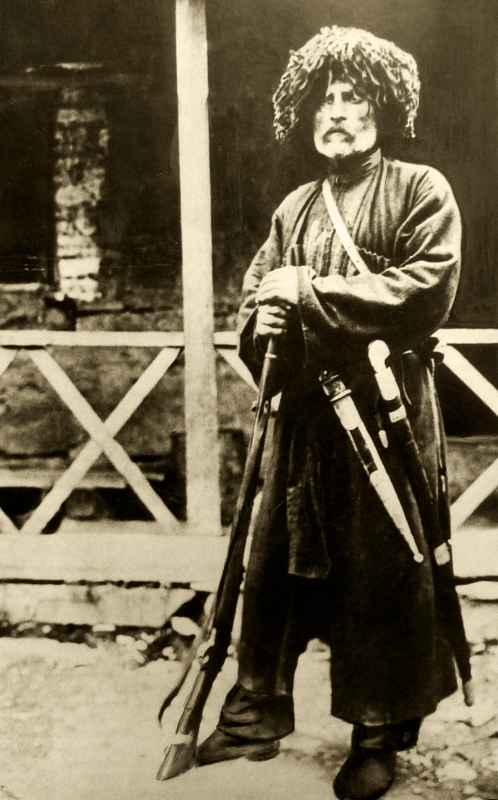
واژا پشاولا

واژا پشاولا در کنا خانواده اش

واژا پْشاوِلا در ۲۶ ژوئیهٔ ۱۸۶۱ میلادی، در خانواده‌ای مذهبی، در روستای کوچک چارگالی، در منطقهٔ کوهستانی پشاوی در شمال شرقی گرجستان به دنیا آمده بود. او در سال ۱۸۸۲ از مدرسهٔ تربیت مدرس گوری فارغ‌التحصیل شد، و در سال ۱۸۸۳ مشغول تحصیل در درشتهٔ حقوق دانشگاه دولتی سن پترزبورگ شد و به دلیل مشکلات مالی، از عهدهٔ مخارج تحصیل بر نیامد و در سال ۱۸۸۴ به گرجستان بازگشت و به عنوان معلم زبان گرجی مشغول فعالیت شد. او همچنین یکی از اعضای سرشناس جنبش ملی آزادی گرجستان بود.
واژا پشاولا زندگی ادبی خود را از اواسط دههٔ ۱۸۸۰ شروع کرد. او در کارهای ادبی اش، زندگی روزمرهٔ مردم پشاوی هم عصر خودش را به تصویر کشیده‌است. واژا پشاولا پدیدآورندهٔ تعداد زیادی از کارهای ادبی با شهرت جهانی است که عبارت اند از: ۳۶ حماسه، ("آلودا کِتِلائوری"، "باختریُونی"، "گوگوتور و آپشینا"، "میزبان و میهمان"، "مارخوار"، "اِتِری"، "میندیاً و …) حدود ۴۰۰ چکامه، نمایشنامه‌ها و حکایت‌ها، به خوبی نقد ادبی، روزنامه نگاری و مقالات علمی مربوط به قوم نگاری. او در داستان‌هایش زندگی کوه نشین‌های گرجی را با صراحتی قوم نگارانه روایت می‌کند و دنیای مفاهیم اسطوره شناسانه را به نمایش می‌گذارد. او در اشعارش، گذشتهٔ قهرمانانهٔ مردمش را نشان می‌دهد و مبارزه مقابل دشمنان خارجی و داخلی را می‌ستاید. ("پلنگ سفید زخمی" در ۱۸۹۰، "یک نامه از سرباز اهل پشاوی به مادرش"، ۱۹۱۵، و …)
واژا پشاولا، در بهترین سروده‌های حماسی اش، با مسائل برخاسته از تقابل فرد با جامعه، بشریت با جهان طبیعت، و عشق به انسان با عشق به سرزمین، سروکار دارد. کشمکش بین فرد و جامعه، در حماسه‌های «آلودا کِتِلائوری» (۱۸۸۸) و «میزبان و میهمان» (۱۸۹۳) شرح داده شده‌است. شخصیت‌های اصلی هر دو داستان، قوانینی قدیمی را زیر سؤال برده و در نهایت زیر پا می‌گذارند، که مورد حمایت جوامع خودشان قرار دارند.
صحبت اصلی شاعر، از مردمی قوی اراده، شأن آنها، و جان‌فشانی آن‌ها برای آزادی است. نمایشنامه‌ای به نام «رد شده» (۱۸۹۴) تحت تأثیر همین مضامین بوده‌است. واژا پشاولا، آداب و رسوم ریشه دار اهالی پشاوی، خلوص، صفا و پاکی آنها، عدم انحطاط آن‌ها و مقایسهٔ اینها را با ارزش‌های چیزی که او «تمدن غلط» می‌شمارد، به شعر درآورده است.
حماسهٔ «باختریُونی» (۱۸۹۲) از نقش طوایف کوه‌نشین گرجی در قیام کاختی (گرجستان شرقی) در مقابل ستمگران ایرانی در سال ۱۶۵۹ می‌گوید.
واژا پشاولا، در شیوه و طرز فکر و ترسیم طبیعت – چیزی که او عمیقاً عاشقش است – در زمینهٔ شعر گرجی، بی نظیر است. چشم‌اندازهای او پر از جنب و جوش و کشاکش‌های درونی است. طرز بیان شاعرانهٔ او با غنای زبان مادری اش درآمیخته، و این یک زبانِ ادبیِ کاملِ بی عیب و نقص است.
آثار این شاعر تا کنون به این زبان‌ها ترجمه شده‌است:
- روسی، توسط نیکولای زابولوتسکی، و. درژاوین، اسیپ ماندلشتام، بوریس پاسترناک، س. اسپاسکی، مارینا تسوتایوا، و …
- انگلیسی، توسط دونالد ریفیلد، ورنا اوشارادزه، للا جگرنایا، نینو رامیشویلی، و …
- فرانسوی، توسط گاستون بوآچیدزه
- آلمانی، توسط یولاندا مارچو، استفی چوتیواری-جانگر

آثار واژا پشاولا، به پاس ترجمه‌های عالی به زبان‌های روسی، انگلیسی، فرانسوی و آلمانی، شنوندگان بیشتری پیدا کرده‌است، که مسلّماً شایستگی اش را دارد.
پنج قطعه شعر حماسی از واژا پشاولا، ("آلودا کِتِلائوری"، "باختریُونی"، "میزبان و میهمان"، "خونخواه" و "مارخوار) بر اصل نسبت طلایی نوشته شده‌اند، و بدینگونه با آثار نویسندگان قدیمی و همچنین دورهٔ تجدد ادبی و فرهنگی (رنسانس)، برابری می‌کنند.

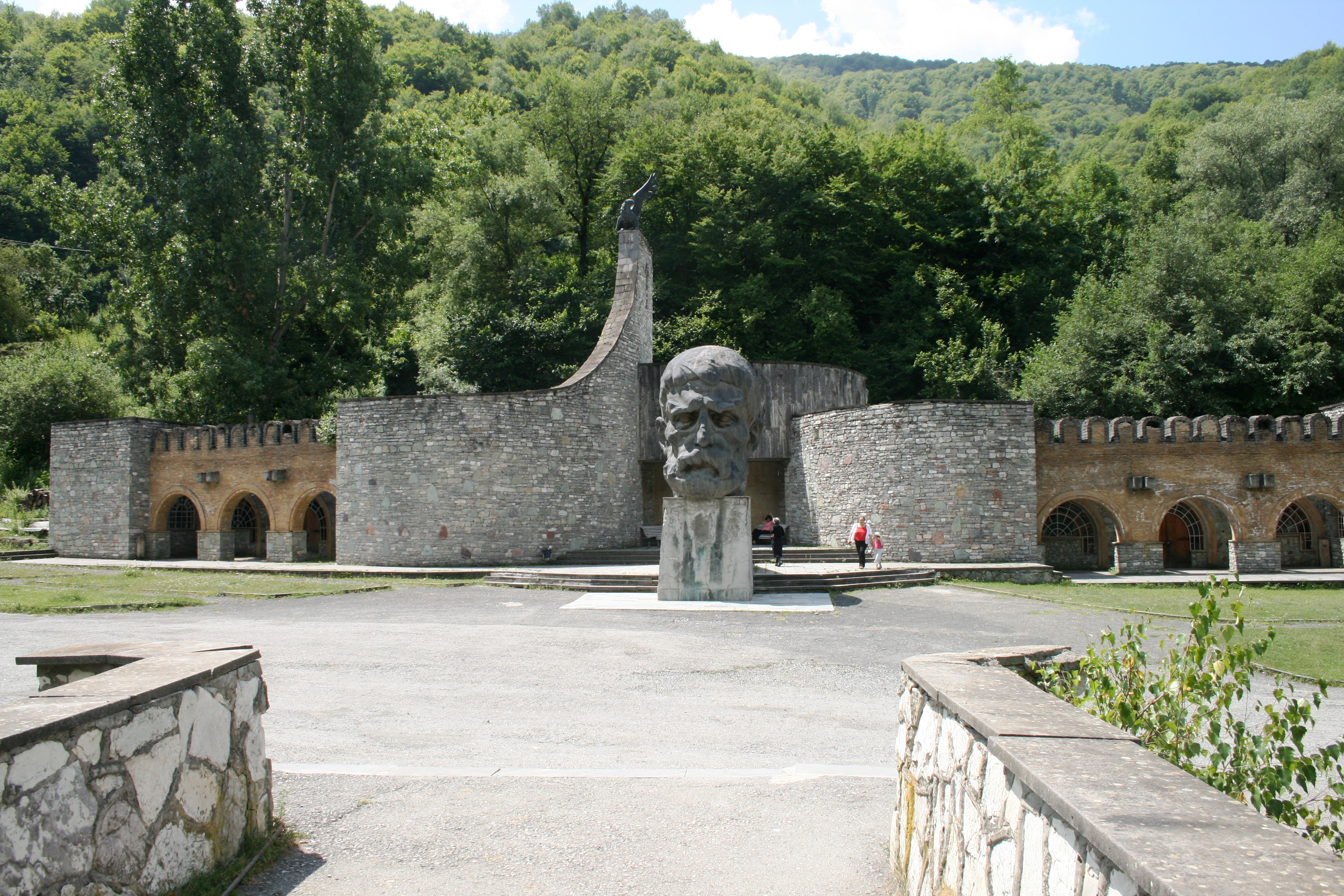
موزه و بنای یادبود واژا پشاولا در چارگالی

واژا پْشاوِلا در ۱۰ ژوئیه ۱۹۱۵ میلادی، سن ۵۴ سالگی، در تفلیس، از دنیا رفت و به خاطر موفقیت ادبی اش و همچنین نقش او در جنبش ملی آزادی گرجستان، در آرامستان متاتسمیندا به خاک سپرده شده‌است.
در سال ۱۹۶۱، یک موزه و بنای یادبودی در چارگالی ساخته شد، که به افتخار واژا پشاولا، سرشناس‌ترین فرزندش بود.

## فیلم‌ها
- "وِدرِبا": از تنگیز آبولادزه در ۱۹۶۷، اقتباس شده از "آلودا کِتِلائوری" و "میزبان و میهمان"، برندهٔ جایزهٔ هفدهمین جشنوارهٔ بین‌المللی فیلم سان رمو
- "مُکوِتیلی": از گیورگی (گیا) ماتارادزه در ۱۹۹۲، اقتباس شده از نمایشنامهٔ "صیدِ میهن"
- "میزبان و میهمان": از پاآتا تسیکوریشویلی در ۱۹۹۲، اقتباس شده از "میزبان و میهمان"